# Owen Morgan Edwards
Owen Morgan Edwards, často zkráceně O. M. Edwards, (26. prosince 1858 – 15. května 1920) byl velšský historik a spisovatel. Narodil se ve vesnici Llanuwchllyn na severu Walesu. Po dokončení studií v nedaleké obci Bala odešel na Aberystwythskou univerzitu. Později strávil jeden rok na Glasgowské univerzitě. Od devadesátých let devatenáctého století přispíval do časopisu Cymru. Psal ve velšském jazyce. Mezi jeho dílo patří knihy o historii Walesu, cestopisy, ale také knihy pro děti. V roce 1899 se stal poslancem britského parlamentu za volební obvod Merioneth, avšak již roku 1900 tuto pozici opustil. Zemřel ve své rodné vsi Llanuwchllyn roku 1920. Jeho první syn zemřel v pěti letech. Druhý syn Ifan ab Owen Edwards se později stal historikem.

## Dílo
- Clych Adgof (1906)
- O'r Bala i Geneva (1889)
- Ystraeon o Hanes Cymru (1894)
- Hanes Cymru (1895)
- Cartrefi Cymru (1896)
- Llyfr Del (1906)
- Hwiangerddi (1911)
- Llyfr Nest (1913)
- Tro yn y Wlad (1920)